# Anlu
Anlu (chiń. upr. 安陆市; chiń. trad. 安陸市; pinyin Ānlù Shì) – miasto na prawach powiatu w północno-zachodniej części prefektury miejskiej Xiaogan w prowincji Hubei w Chińskiej Republice Ludowej. Liczba mieszkańców miasta w 2010 roku wynosiła 568590.